# Joseph Christian von Zedlitz

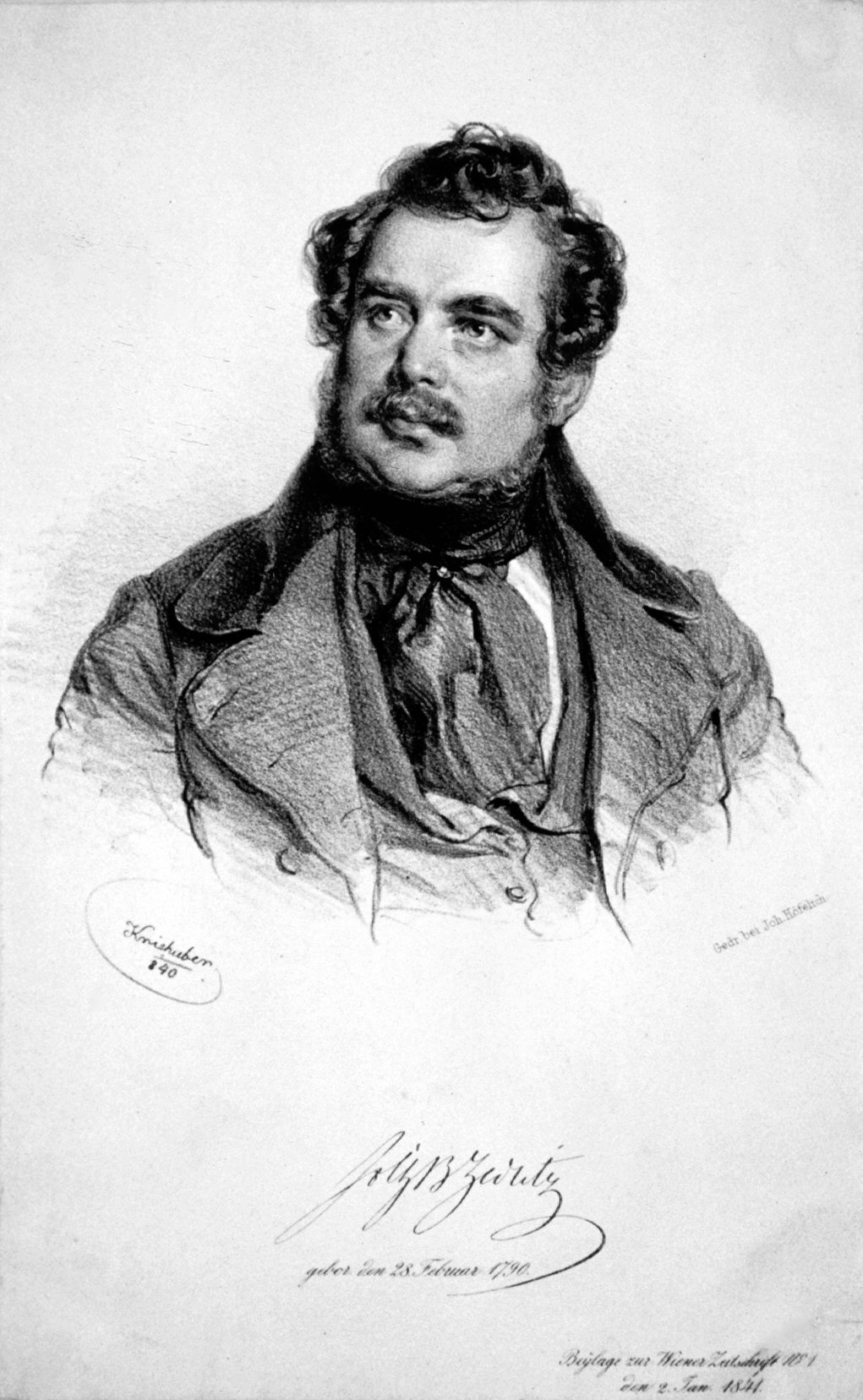
Joseph Christian von Zedlitz.

Philipp Gotthard Joseph Christian Karl Anton von Zedlitz und Nimmersatt, född den 28 februari 1790 på slottet Johannesberg i den österrikiska delen av Schlesien, död den 16 mars 1862 i Wien, var en österrikisk friherre och skald.
von Zedlitz utmärkte sig i 1809 års fälttåg mot Napoleon som ung husarlöjtnant och ordonnansofficer åt furst Hohenzollern, särskilt i slagen vid Aspern-Essling och Wagram. Efter kriget tog han avsked och var sedan bosatt på sitt gods i Ungern, tills han 1837 trädde i statstjänst, som tjänsteman i utrikesdepartementet, där han fick till huvudsaklig uppgift att i den officiösa pressen – bland annat i "Allgemeine Zeitung" – föra den metternichska politikens talan. Från 1845 var von Zedlitz ministerresident och chargé d’affaires vid österrikiska hovet för åtskilliga tyska småstater, bland dem Sachsen-Weimar. Det var som ung, förmögen godsägare von Zedlitz vände sitt intresse till litterär produktion. Tidigast framträdde han som lyriker i åtskilliga kalendrar och "Musenalmanachen". På Cottas ansedda förlag utgav han 1827 Todtenkränze och 1832 Gedichte. von Zedlitz utgår från romantiken, men enär han framträdde först under dennas efterblomstring, har hans poesi fått ett inslag av samtidens obestämda frihetsträngtan, vilket förunderligt svär mot hans reaktionära pressartiklar i Metternichs tjänst. 
Mest lyckad är von Zedlitz  i sin episk-lyriska diktning, så bland annat i vissa ballader, exempelvis Die worte des Koran, Wilhelm Tell och framför allt den till ett flertal språk tolkade Die nächtliche Heerschau, där Napoleonsgestalten frammanas med stor plastisk förmåga. De bägge sistnämnda balladerna översattes av den unge Snoilsky i "Smådikter af Sven Tröst" 1861. Ännu högre nådde von Zedlitz  i den cykel av 134 canzoner, som bildar "Todtenkränze". I sin fantasi vallfärdar von Zedlitz  till stora mäns, Wallensteins och Napoleons, Tassos, Shakespeares och Byrons med fleras, gravar och visar med en skakande kraft, vilken stundom kan erinra om J.O. Wallins i "Dödens ängel", intigheten av den lycka, som makten, äran eller skaldelagern gett även dessa stormän. Den pessimistisk-elegiskt anslagna tonen övervinner von Zedlitz i diktverkets sista canzoner, vari han varmt lovsjunger hänförelsens anda och modet att uthärda verkligheten, sådan den är. 
Med mindre framgång försökte sig von Zedlitz på det dramatiska området, där han någon gång skattat åt ödestragedin. År 1829 utgav han en bearbetning av ett sorgespel av Lope de Vega, Der Stern von Sevilla, och 1834 Kerker und Krone ("Boja och krona eller Tassos öden", 1844). Det sistnämnda utgör en omedelbar fortsättning av Goethes "Tasso" och slutar med skaldens död. Under Österrikes krig med Italien 1848 utgav von Zedlitz Soldatenbüchlein, som präglas av starkt nationalistiskt patos. Mera lycklig var von Zedlitz  på det versepiska området, där han 1843 gjorde en betydande insats med sitt epos Waldfräulein, ett senvuxet skott på den romantiska diktningens stamträd. Med äkta romantisk glöd apoteoseras den sinnliga kärleken, men en frisk känsla adlar och bär upp diktverkets ton och stämning. von Zedlitz, som var en storartad formtalang, verkställde även en gedigen tolkning av Byrons "Childe Harold" (1836).